# Лустер
Лустер (Luster) — комуна у фюльке Согн-ог-Ф'юране, Норвегія. Вона розташована в глибині Согнефіорда у традиційному районі Согн. Адміністративний центр комуни — селище Геупне. Інші селища комуни: Фортун, Гафсло, Індре Гафсло, Юстедал, Лустер, Нес, Орнес, Шолден, Сульворн та Вейтастронн.
Комуна Лустер розташована довкола внутрішнього рукава Согнефіорду, який має назву Лустрафіорд. Ландшафт комуни включає фіорди, гори, водоспади, льодовики та долини. На її території частково розташовані національні парки Юстедалбреен та Брегеймен. Дорога Согнеф'єлльсвеген проходить через гірський перевал у східному Лустері.
Муніципалітет має площу 2 706 км² та є 15-м за розміром з 422 комун Норвегії, але лише 197-м за кількістю населення (5 151 особа). Густота населення становить лише 2 людини на 1 км².
2016 року шеф поліції Вестланну офіційно запропонував реконфігурацію поліційних районів та станцій, у тому числі закриття станції у Лустері.

## Загальна інформація

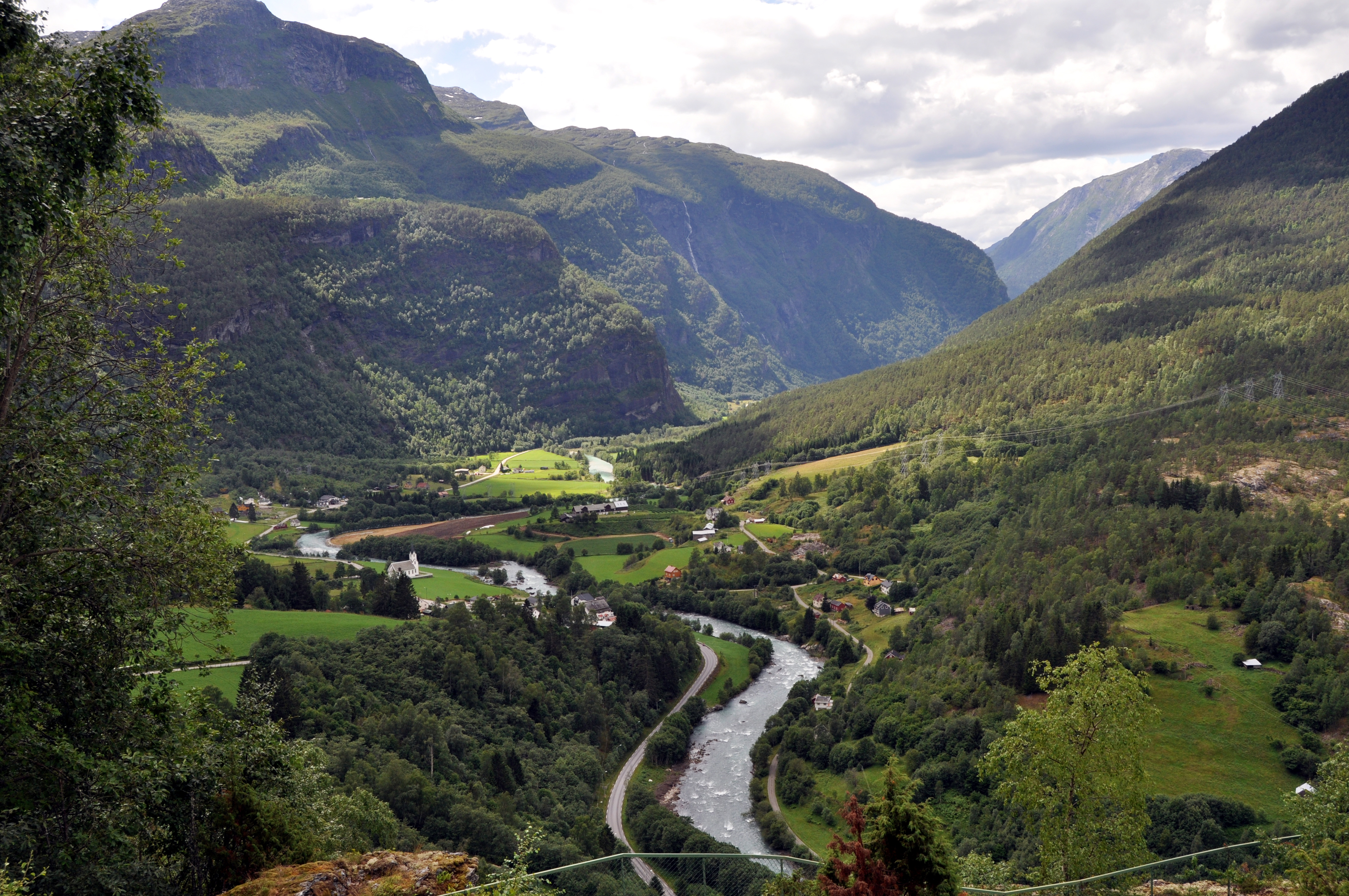
Вигляд на село Фортун

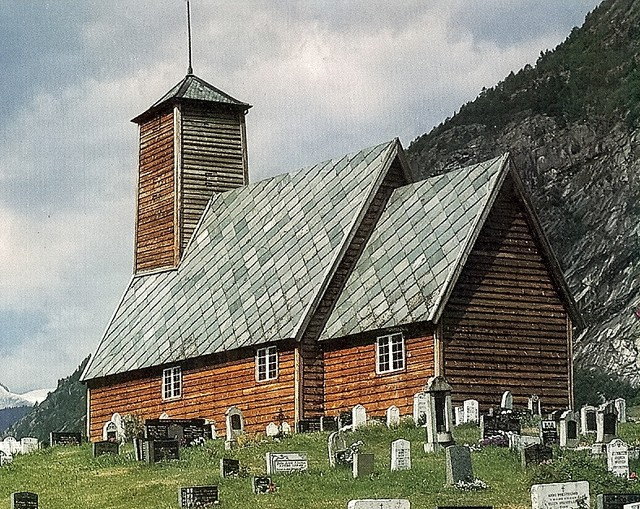
Стара церква в Геупне

Комуна Лустер була заснована 1 січня 1838 (як formannskapsdistrikt) та була ідентичною Лустерській парафії (prestegjeld), яка поділялася на райони (sokn) Фортун, Дале, Нес та Геупне. У 1960-ті у Норвегії відбувалось багато злиттів комун внаслідок роботи комітета Шея. З 1 січня 1963 року до Лустера були приєднані сусідні комуни Гафсло та Юстедал, утворивши значно більшу комуну з 5 854 жителями.
Після консолідації цих трьох комун 1963, комуна характеризується розкиданими сільськими поселеннями та великими відстанями між ними. Лустер є найбільшою комуною у фюльке Согн-ог-Ф'юране.

### Назва
Назва (давньоскандинавське Lústr) початково було назвою фіорду (зараз Лустрафіорден) та походить від слова ljóss, що позначає «світло» або «яскравий» — з огляду на яскравий колір води від льодовиків. До 1918 року назву писали як Lyster.

### Герб
Герб комуни відносно новий — прийнятий 20 квітня 1990 р. На гербі зображено круглу гілку липи срібного кольору на блакитному фоні. Хоча герб створений недавно, натхненням для нього слугували старе різьблення по дереву в Урнеській ставкірці, яка розташована на території комуни.

## Уряд

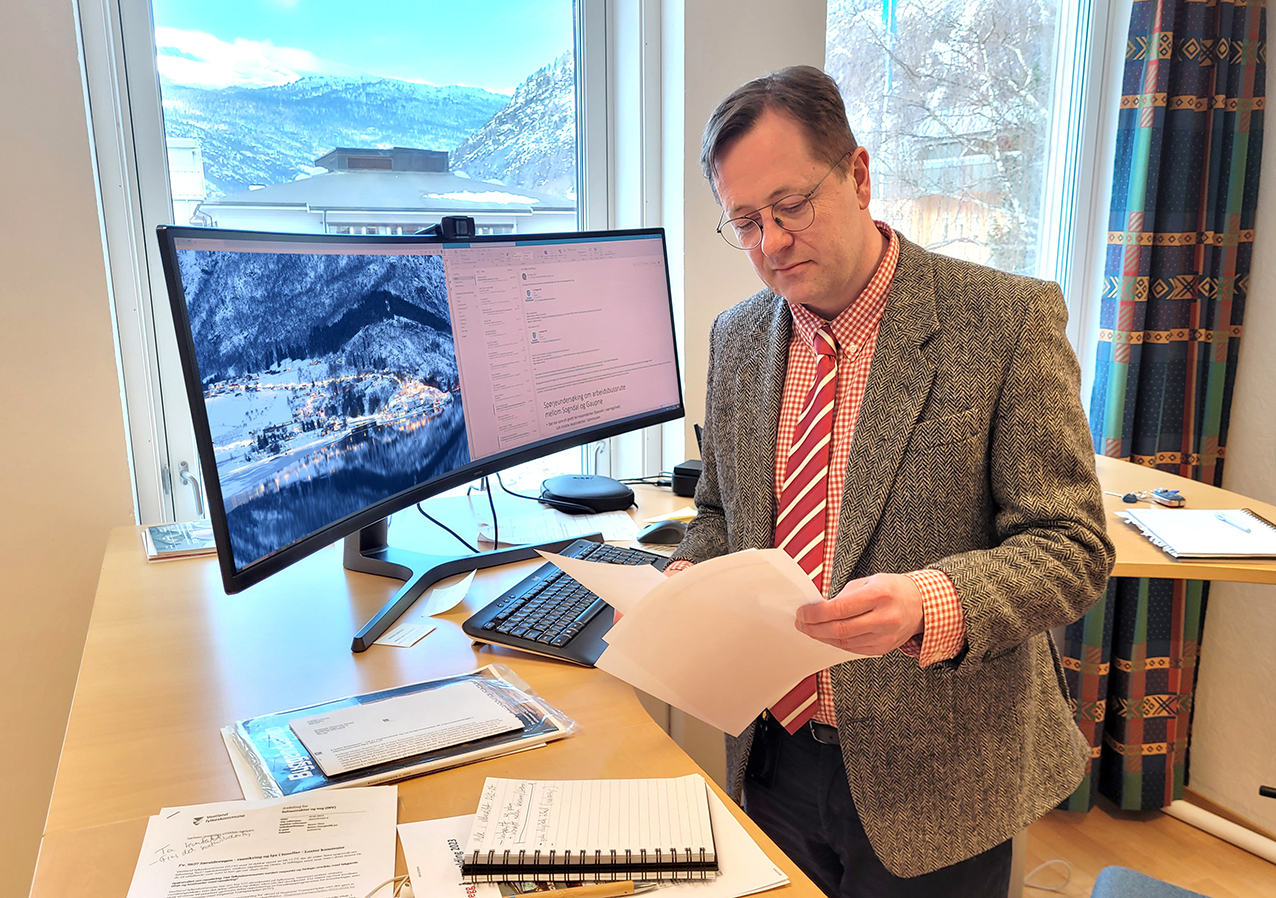
Мер Лустера Андреас Волник Віза (фото 2024)

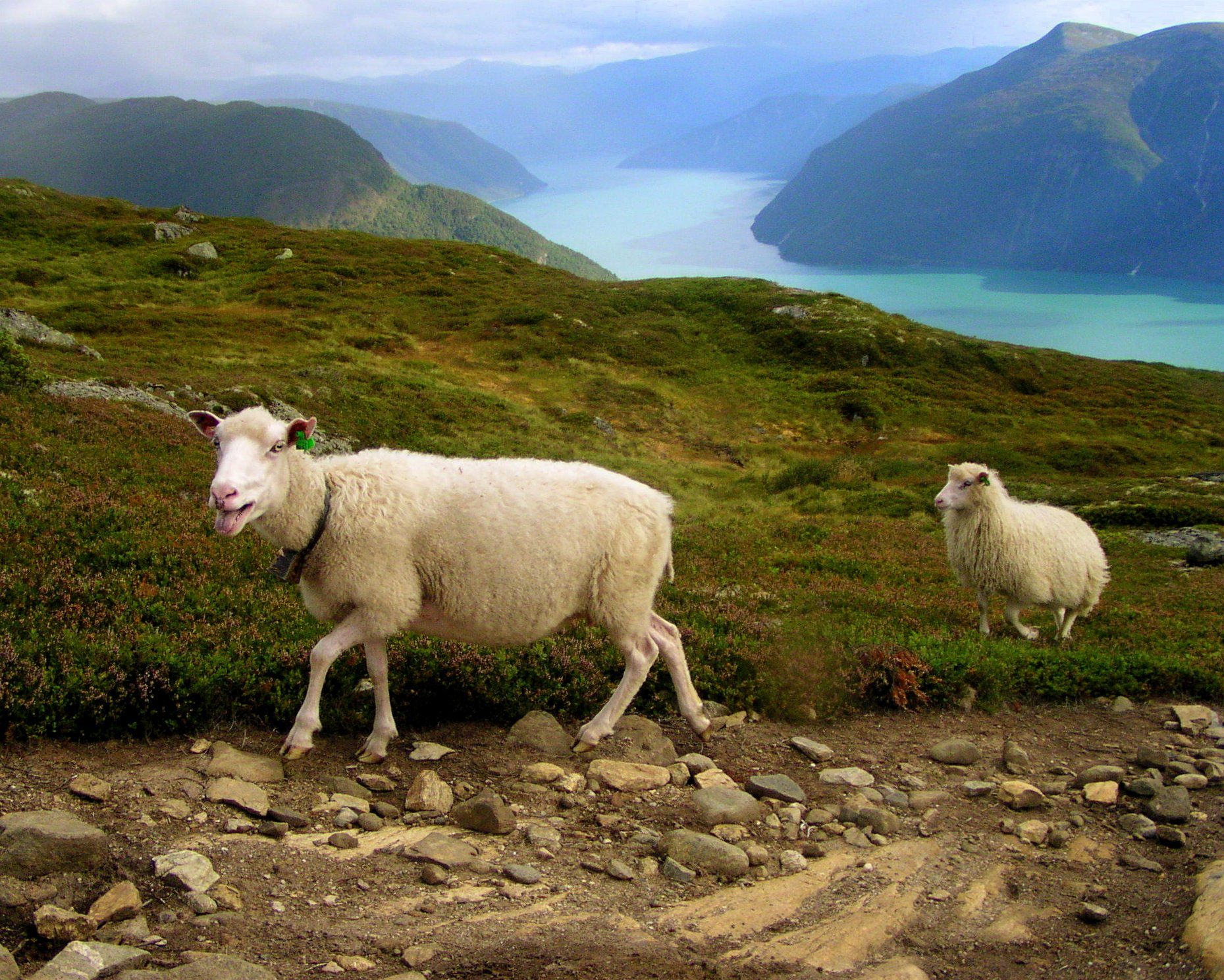
Норвезькі вівці в пейзажі Лустера

Як і всі комуни Норвегії, комуна самостійно визначає такі сфери як початкова освіта (до 10-го класу), амбулаторні послуги охорони здоров'я, послуги для літніх людей, безробітних та інші соціальні послуги, зонування земель, економічний розвиток і муніципальні дороги. Комуна управляється муніципальною радою обраних представників, які в свою чергу обирають мера.
Муніципальна рада (Kommunestyre) Лустера складається з 25 представників, які обираються на чотирирічний термін. Зараз 13 місць належать Центристській партії, 7 — Норвезькій робітничій партії, решта — іншим партіям.
Міський голова (ordførar) комуни у Норвегії як правило є представником партії, яка утворює більшість у раді. Зараз у комуні мером є Івар Квален з Центристської партії, який був мером у 2011—2015 рр. та був переобраний на термін 2015—2019 рр.

## Географія

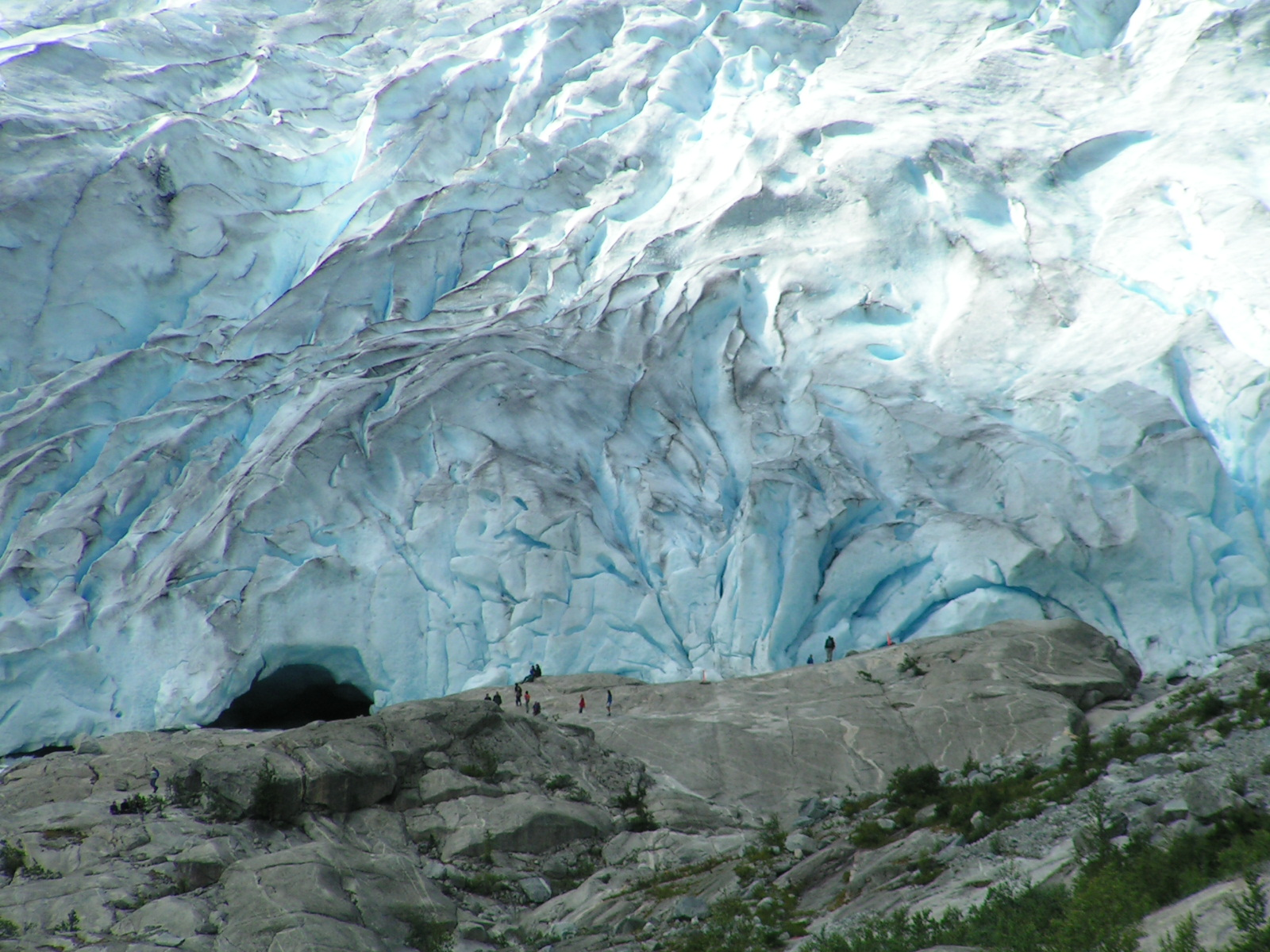
Люди перед входом у льодовикову печеру у льодовику Нігар — це дає уявлення про розмір льодовика, коли печеру видно на іншому фото.

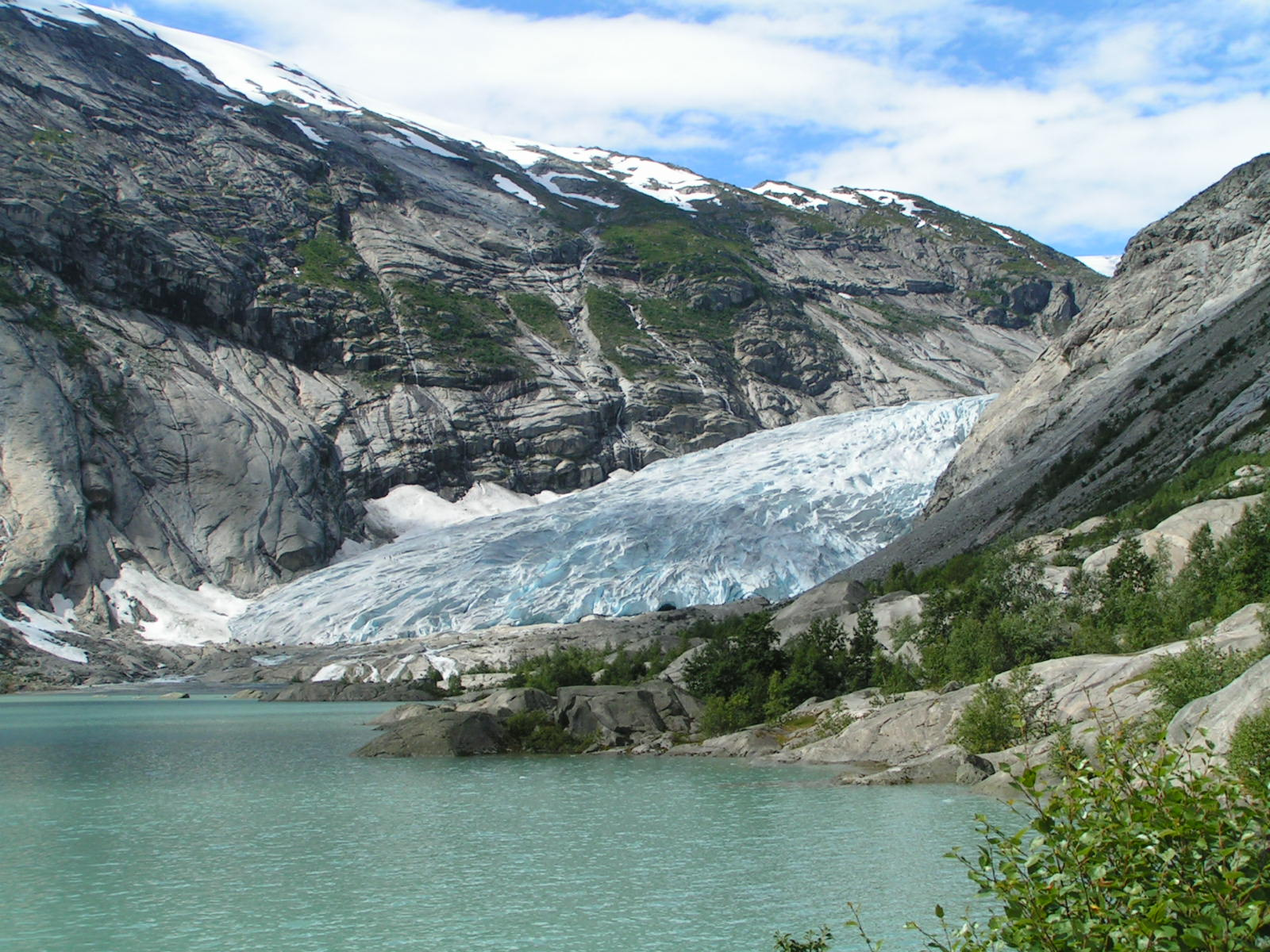
Льодовик Нігар та озеро Нігарсбреватнет у комуні Лустер.

### Розташування
Комуна Лустер розташована у південній частині Норвегії, у покритих льодовиками горах, там, де Согнефіорд починає свій шлях до Північного моря. У фіорд впадають струмки з багатьох великих льодовиків, таких як Гарбар (Harbardsbreen), Гуло (Holåbreen), Юстедал, Нігар, Спертегг та інші.
Комуна межує з чотирма іншими комунами фюльке Согн-ог-Ф'юране: Стрюн на північ, Єльстер на захід, Согндал на південний захід та Ордал на південний схід, та трьома комунами фюльке Оппланн: Ск'як на північний схід та Дом та Ванг на схід.

### Гори
Частину комуни покривають гори Гуррунгане, Брегеймен та Ютунгеймен. Третій найвищий пік Норвегії — Стурен (2405 м.н.м.), розташований на межі між комунами Лустер і Ордал. Він є частиною хребта Хуррунгане, який включає деякі з найвищих гір Норвегії.
| Гора                           | Висота, м.н.м. | Гора                 | Висота, м.н.м. |
| ------------------------------ | -------------- | -------------------- | -------------- |
| Стуре Скагастельстінн (Стурен) | 2 405          | Стуре Диргеугстінн   | 2 147          |
| Стуре Стиггедальстіннен        | 2 387          | М'єлкедалстінн       | 2 137          |
| Єрввасстінн                    | 2 351          | Стуре Рінгстінн      | 2 124          |
| Сентральстінн                  | 2 351          | Тверрадалскирк'я     | 2 088          |
| Ветле Скагастьолстінн          | 2 340          | Лодальскьопа         | 2 083          |
| Мідтре Скагастьолстінн         | 2 284          | Стуре Солеєботнтінн  | 2 083          |
| Стуре Аустанботнтінн           | 2 203          | Сере Дирхаугстінн    | 2 072          |
| Сторе Раудальсеггі             | 2 168          | Фаннарьокен          | 2 068          |
| Стуре Раудальстінн             | 2 157          | Стетінд і Йотугеймен | 2 020          |
| Ураностінн                     | 2 157          | Бретнібба            | 2 018          |

### Озера та річки
Вартими уваги озерами є Вейтастроннсватнет, Еусдалсватнет, Стюггеватнет, Тунсбергдалватнет, Престестейнсватнет та Гафсловатнет. Річка Юстедела тече долиною Юстедал і впадає у фіорд біля селища Геупне.
Комуна також відома багатьма водоспадами, наприклад водоспад Фейгефоссен має висоту вертикального падіння 218 м та є одним із найвищих у Скандинавії.

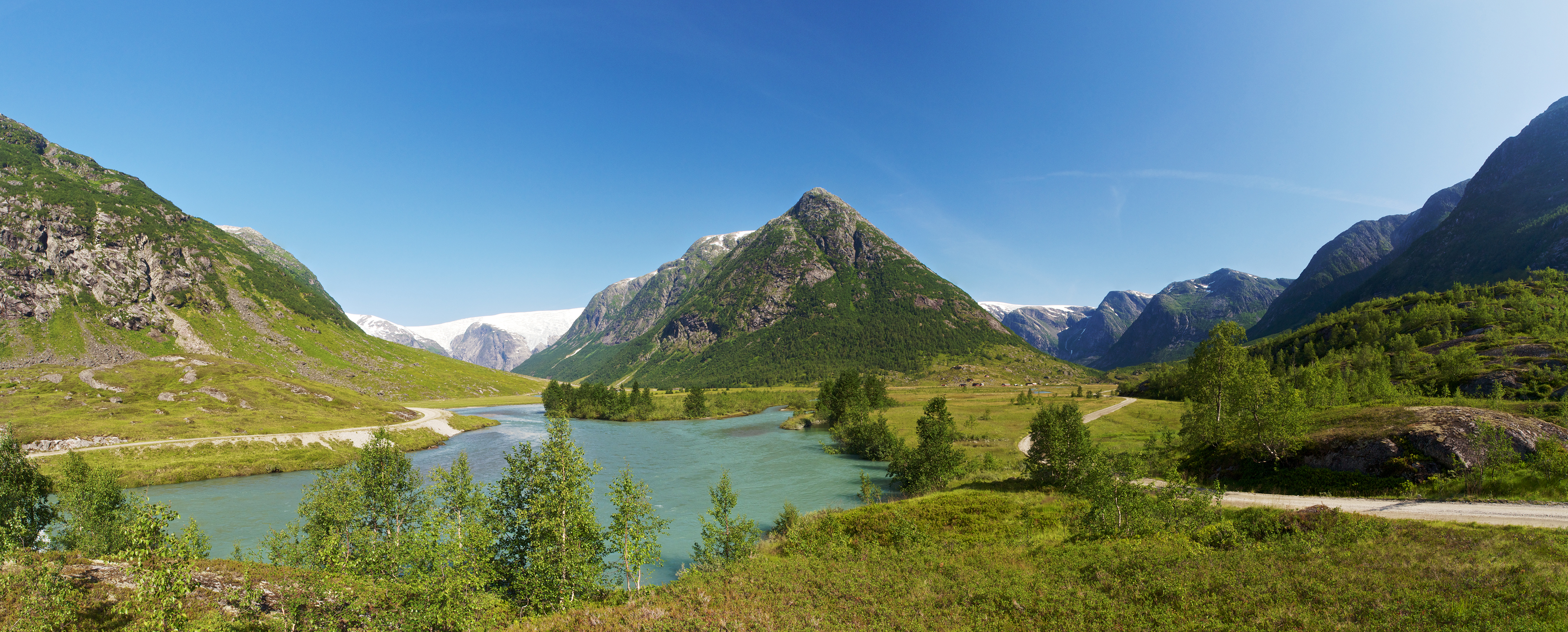
Сторелві з Еустердален (справа) та Лангедален (зліва)

### Льодовики
Льодовик Юстедал (включно з рукавом Нігард) є найбільшим льодовиком континентальної Європи; його найвищою точкою є Гегсте Бреакулен. Він розташований на захід від селища Юстедал, на північ від Геупне. Значна частина національного парку Юстедалсбреен також розташована в комуні Лустер. Також у комуні розташовані льодовики Еустердал, Гарбар та Спьортегг.

## Економіка
Основними видами економіки у комуні є фермерство, вирощування ягід та фруктів, туризм і гідроенергетика. У Юстедалі та Фортуні розташовані великі ГЕС. Влітку активний туризм, який включає скелелазіння, гірські лижі, рибальство, піший гірський туризм та полювання. Через комуну проходить туристичий маршрут Согнеф'єльсвеген.
Дозволи на риболовлю (лосось) продаються для використання на визначених річках, у тому числі на Орей-елва.

## Пам'ятки
Історичні церкви

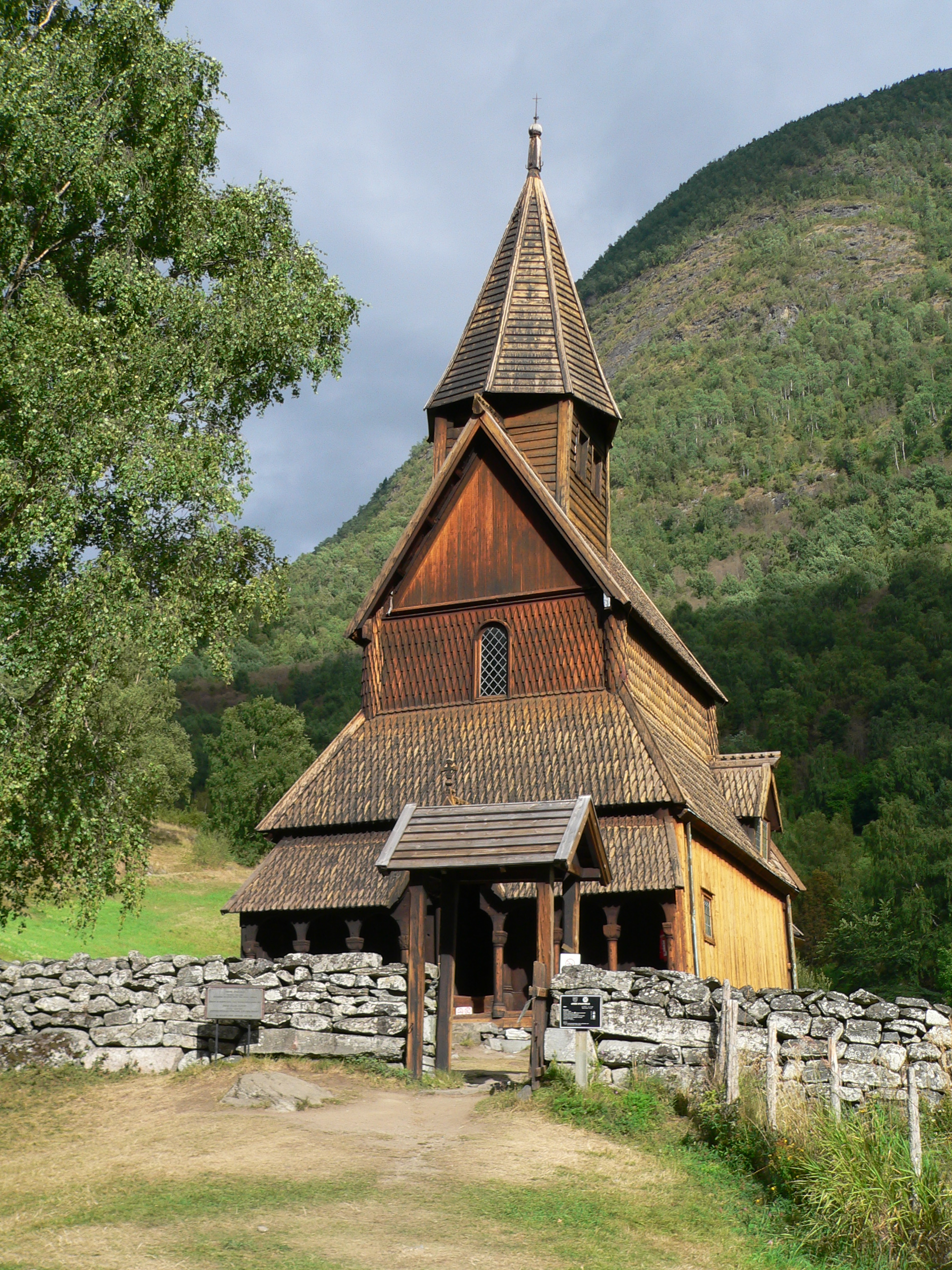
Урнеська ставкірка

- Урнеська ставкірка була збудована бл. 1150 року та є найстарішою норвезькою ставкіркою та однією з чотирьох, включених до Світової спадщини ЮНЕСКО.
- Стара церква Гаупне була збудована 1647 року на пагорбі навпроти центру Гаупне.
- церква Дале — кам'яна церква, збудована в готичному стилі 1250 р.

Всього церква Норвегії має вісім парафій (sokn) у комуні Лустер. Вони є частиною деканату Індре Согн у діоцезії Б'єргвін (Bjørgvin).
| Парафія (Sokn)  | Назва церкви         | Розташування церкви | Рік будівництва |
| --------------- | -------------------- | ------------------- | --------------- |
| Дале            | церква Дале          | Лустер              | 1250            |
| Фет-ог-Йорангер | церква Фета          | Фет                 | 1894            |
| Фет-ог-Йорангер | церква Йорангера     | Йорангер            | 1660            |
| Фортун          | церква Фортун        | Фортун              | 1879            |
| Гаупне          | церква Гаупне        | Гаупне              | 1908            |
| Гаупне          | Стара церква Гаупне  | Гаупне              | 1647            |
| Хафсло          | церква Хафсло        | Хафсло              | 1878            |
| Хафсло          | каплиця Вейтастронду | Вейтастронд         | 1928            |
| Йостедаль       | церква Йостедалю     | Йостедаль           | 1660            |
| Нес             | церква Неса          | Нес                 | 1909            |
| Солворн         | церква Солворна      | Солворн             | 1883            |
| Солворн         | Урнеська ставкірка   | Орнес               | 1130            |

### Брехеймський центр
Брехеймський центр для відвідувачів Національного парку Йостедальсбреен містить експозицію щодо історії льодовиків протягом 20 000 років — від Льодовикової ери до сучасності. Човен «M/S „Jostedalsrypa“» курсує льодовиковим озером Нігард ближче до льодовика. Центр пропонує тури по льодовику з гідами, курси скелелазіння та лижні походи.

## Міста-побратими
- Віроква, Вісконсін, Сполучені Штати Америки[13]

## Галерея

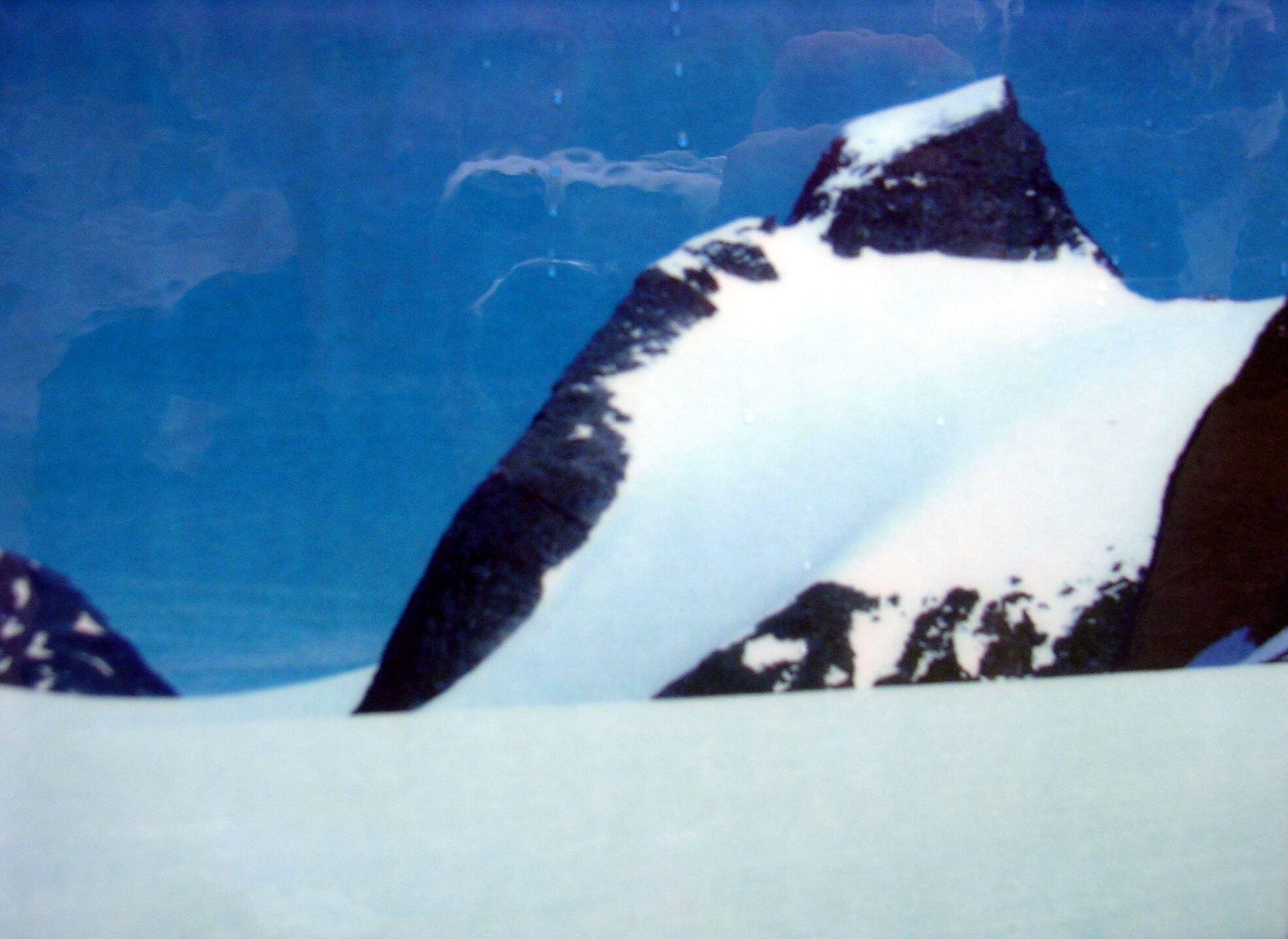
Лодальскопа, вершина у північно-східній частині льодовика Йостедаль
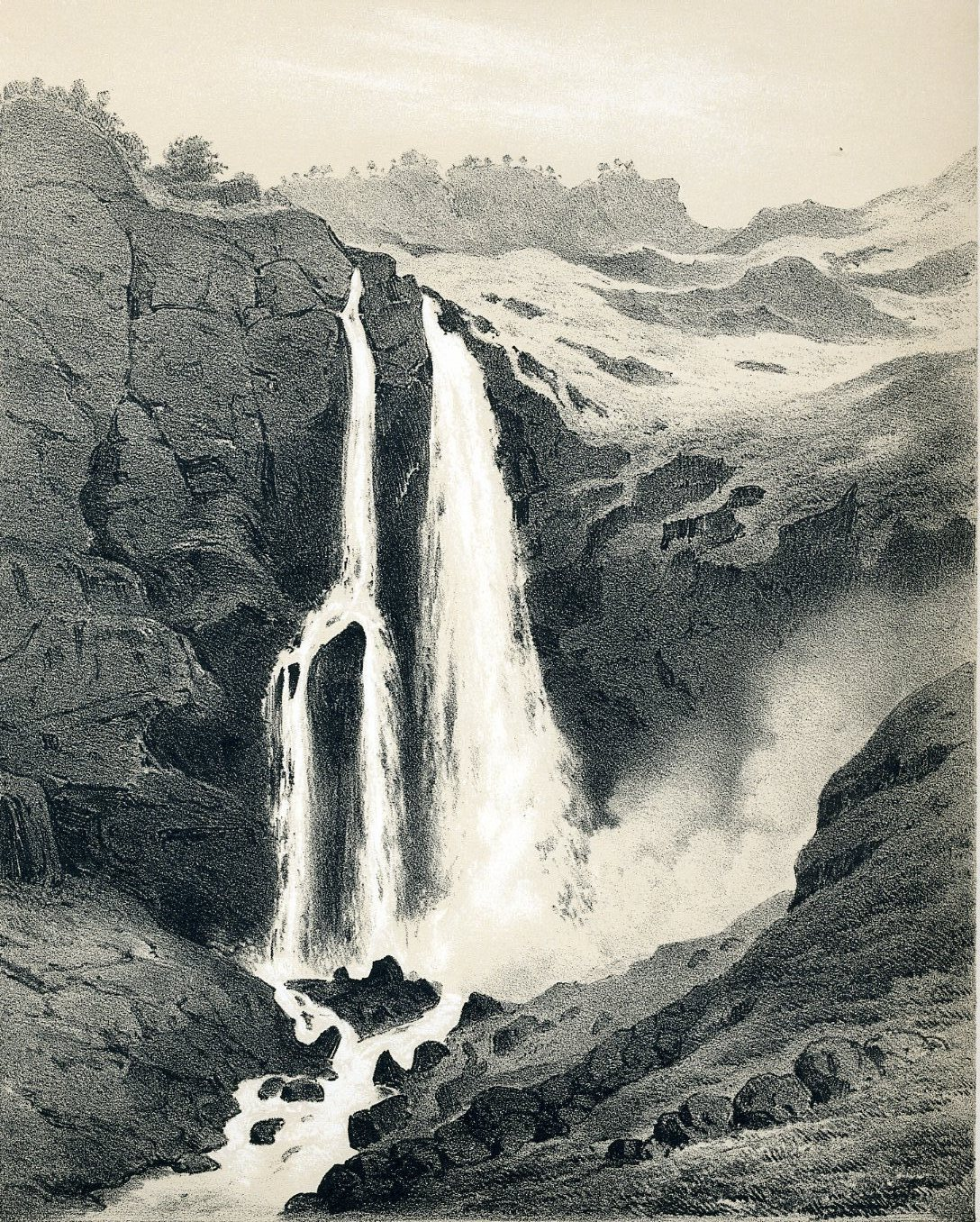
Водоспад Фейгумсфоссен
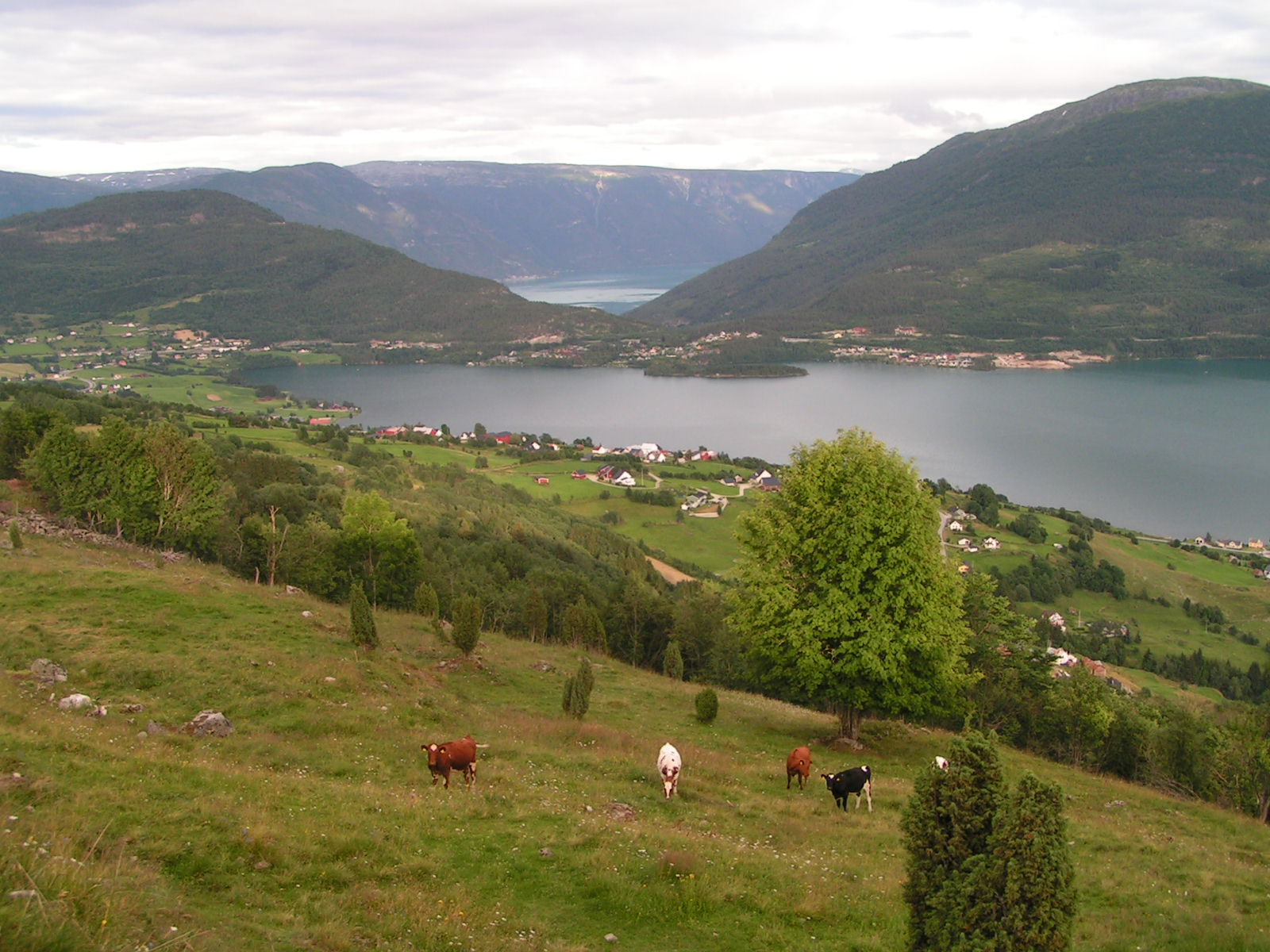
Озеро Хафсловатнет з Согнефіордом позаду
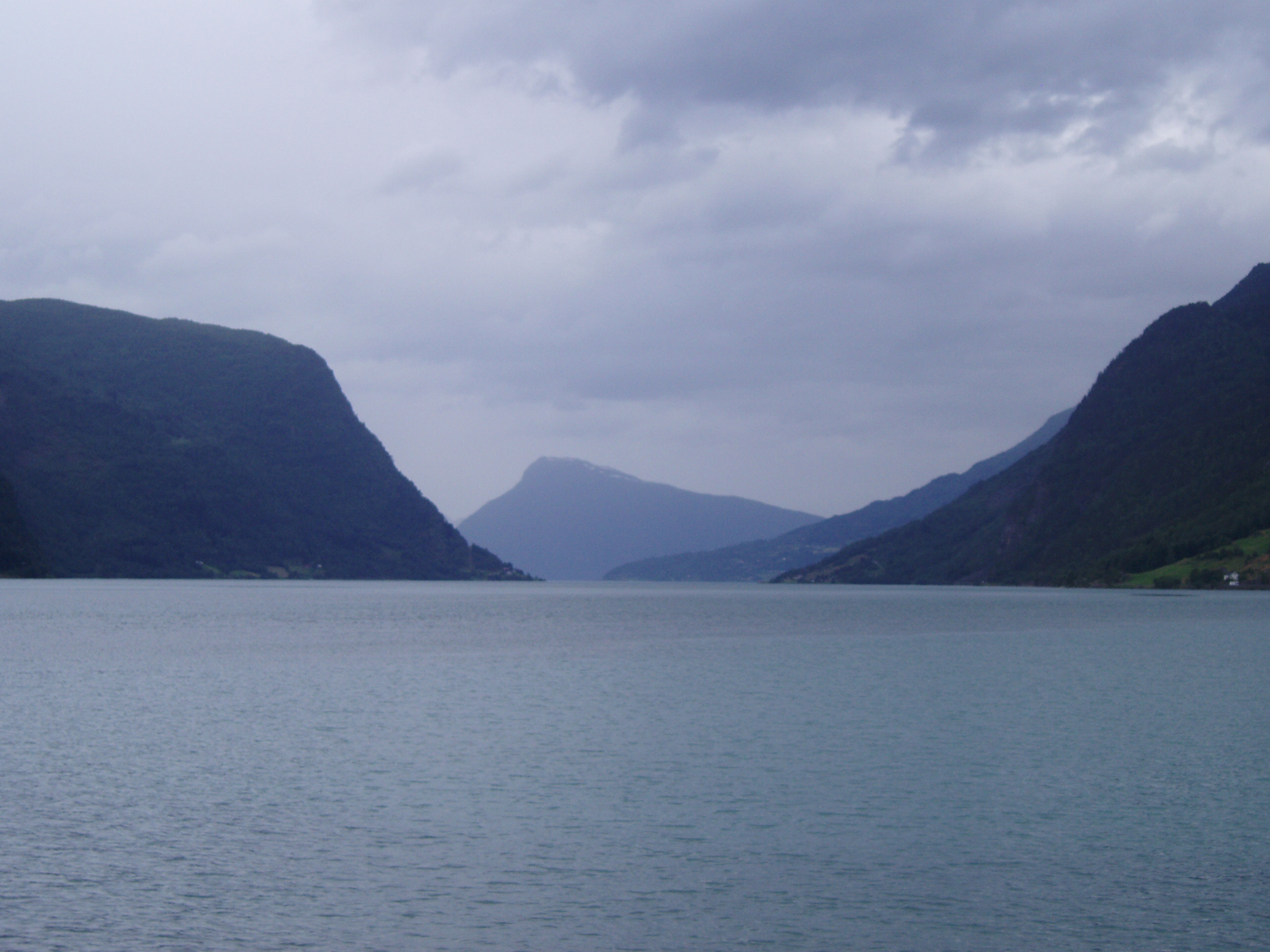
Лустрафіорден
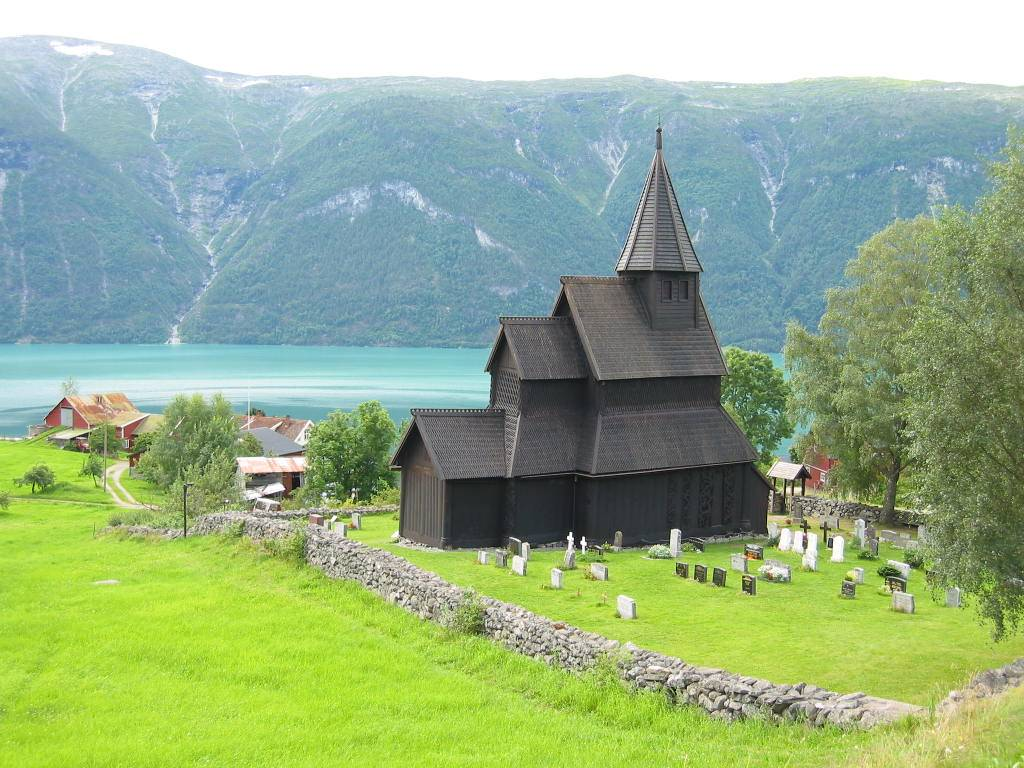
Урнеська ставкірка
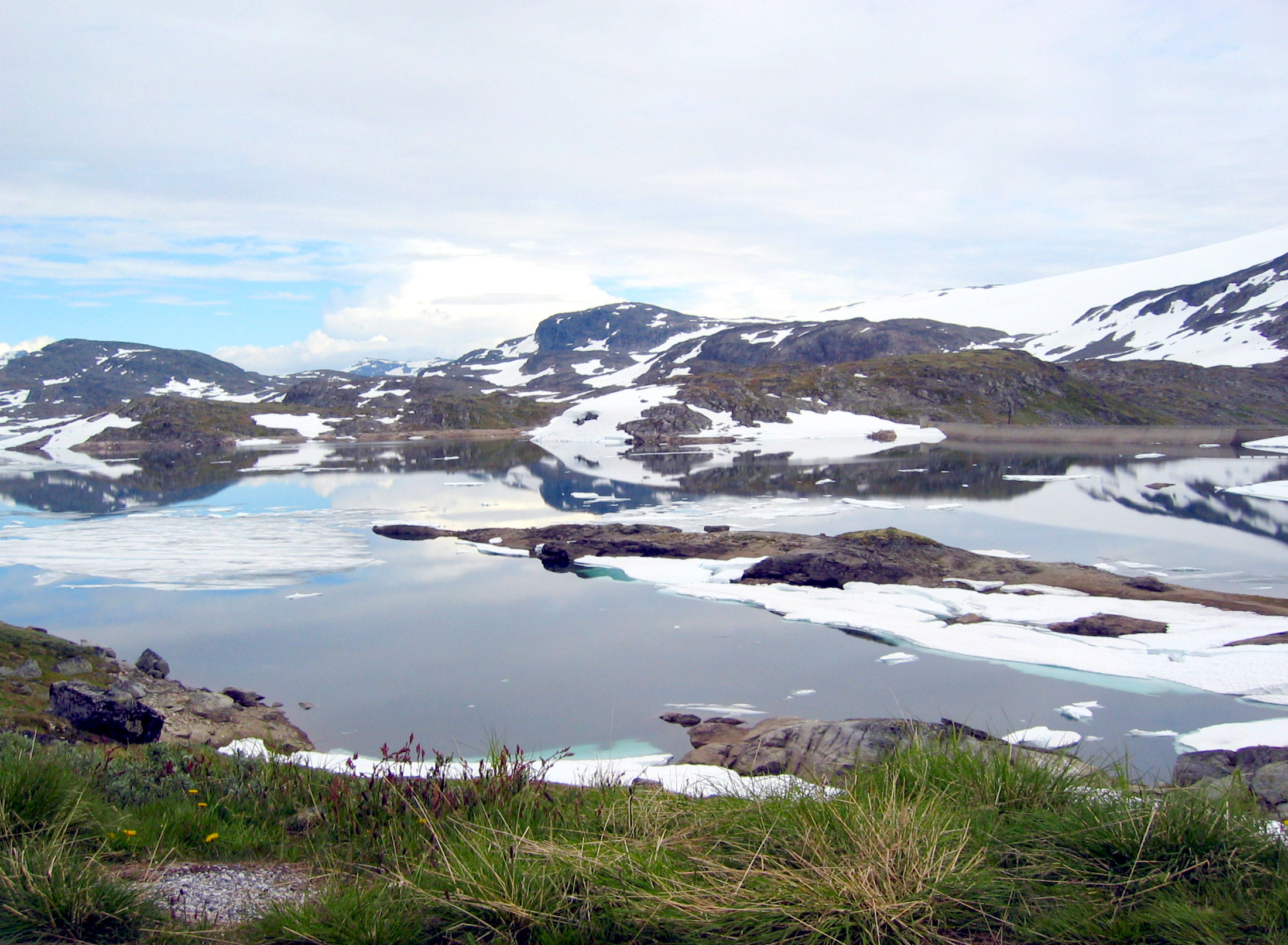
Согнеф'єль
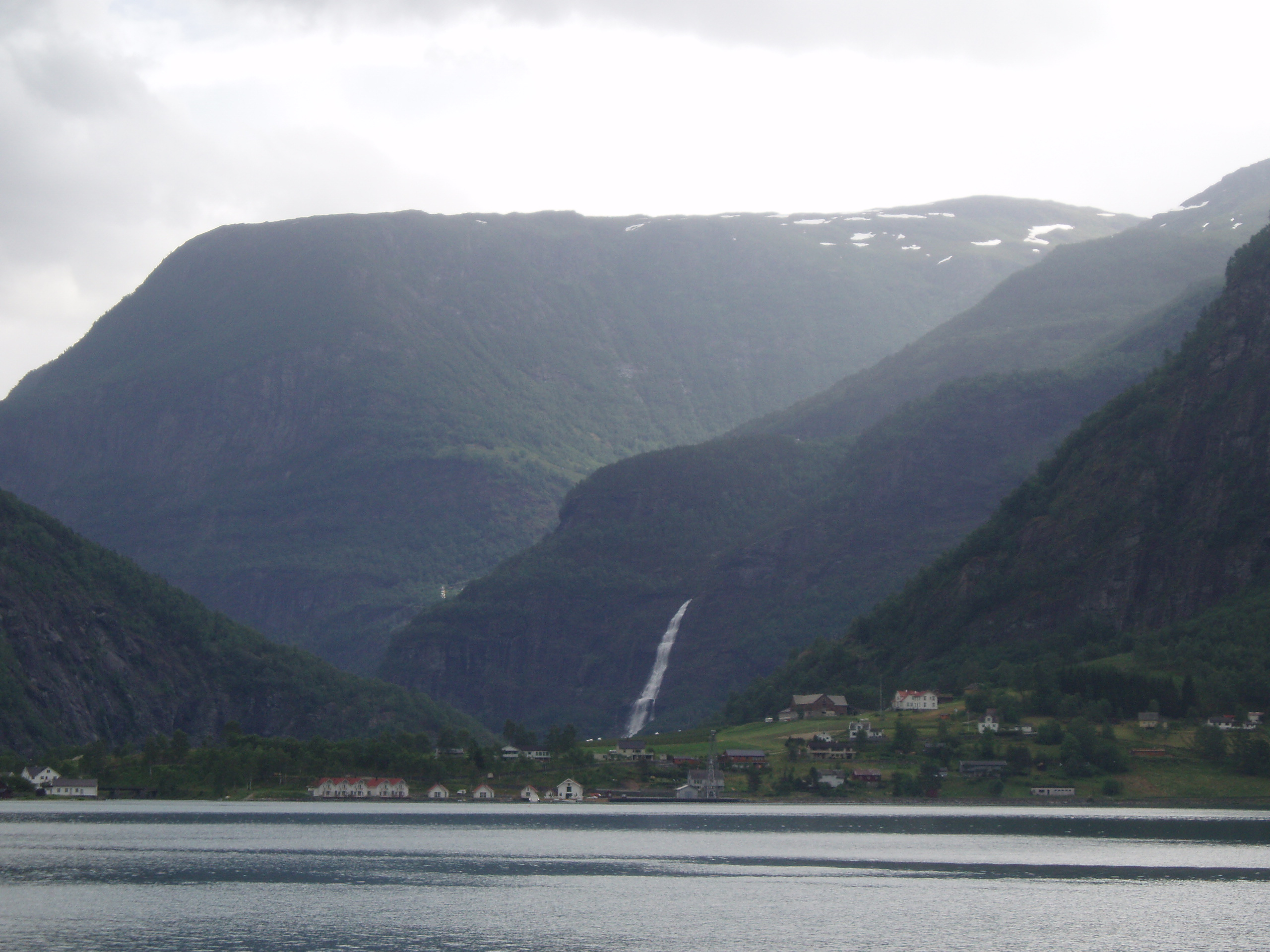
Скйолден на Лустрафіорді
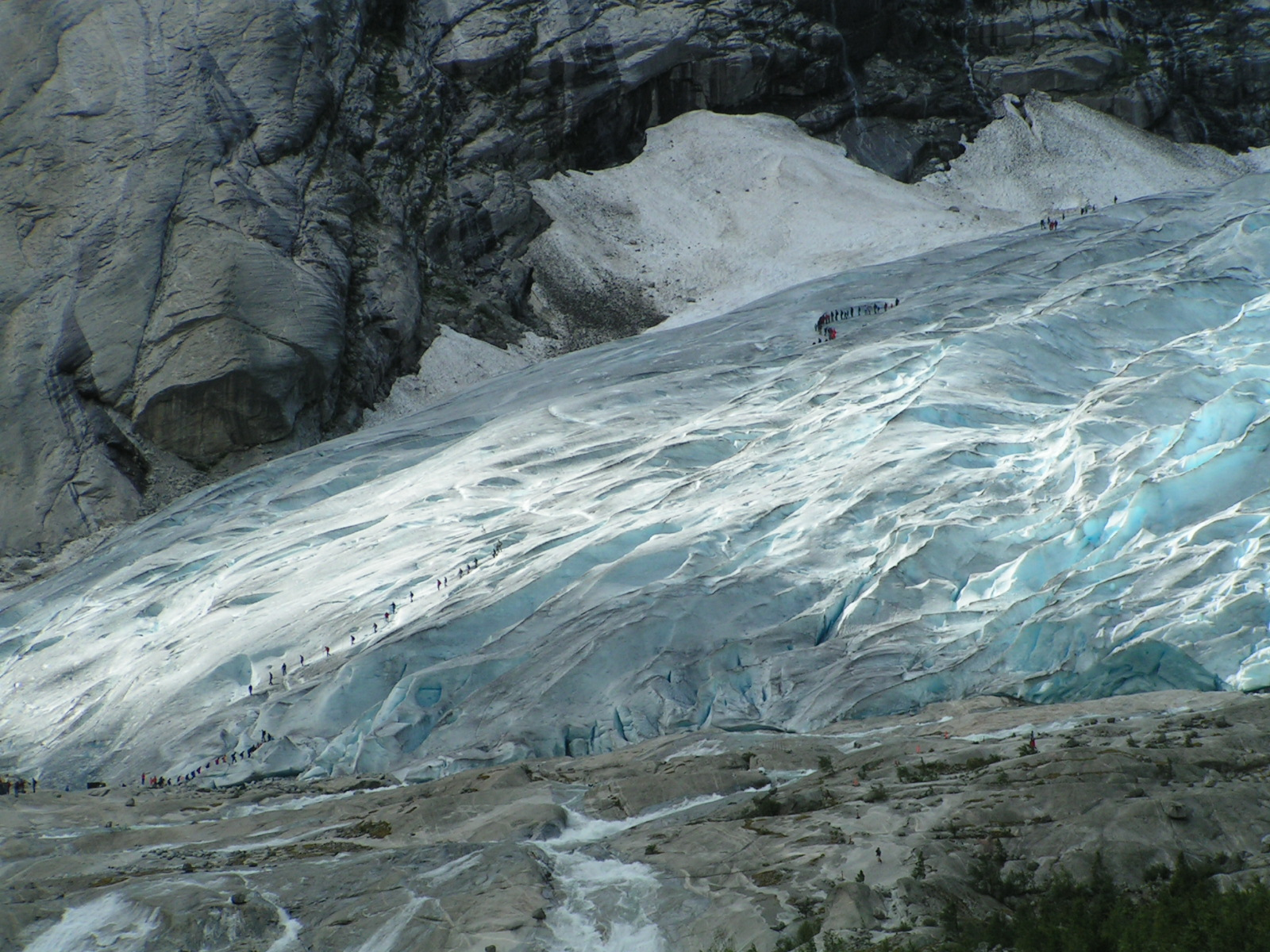
Декілька груп туристів подорожують льодовиком Нігард